# 黃肉樹
小梗木薑子（学名：Litsea hypophaea）为樟科木薑子屬下的一个种，由於其木材的顏色而有黃肉樹、小梗黃肉楠、鐵屎楠等別名。　為臺灣特有種，屬於中型常綠喬木，分布在全臺海拔1000m以下的低中海拔山區。　

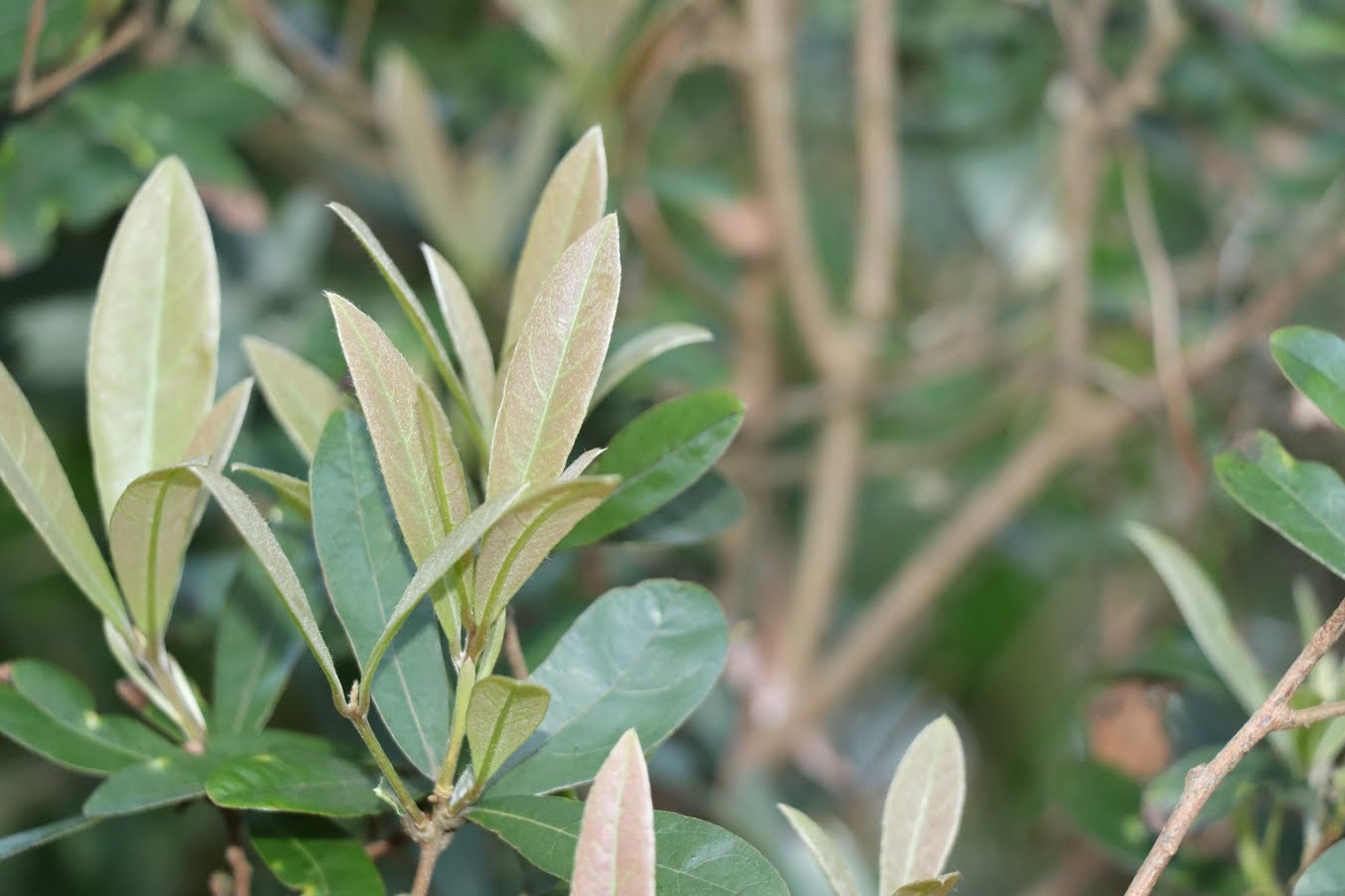
小梗木薑子之葉

## 形態特徵

### 莖
枝條直而細，成熟後木質化，無毛，樹皮褐色，表面帶有些許突起。嫩枝淡綠色，密佈細小的微毛，照光會呈現淡黃色金屬光澤。

### 葉
葉互生，倒卵形或披針形，長 5-9 公分，寬 2-3 公分，先端鈍，基部楔形。近軸面顏色深於遠軸面，有光澤，羽狀脈，中肋與一級側脈為黃色，在葉背突出，長有些許的絨毛，側脈至葉緣前弧曲，在近基部側脈平行，為本種辨識特徵之一。葉芽剛發出時具絨毛，發展為幼葉時多往遠軸面反捲，呈披針形，黃綠色中帶紅色色澤，密佈細小的微毛，照光呈現淡黃色金屬光澤。葉柄短，小於1cm，整體葉部多叢生在枝條末端。

### 花
單性花，雌雄異株，春季開花。雌雄均為繖形花序，花梗短，約3mm，簇生在葉腋，苞片圓鈍，對生組成總苞，外側披毛。
雌花偏白色，雄蕊退化，柱頭明顯，在頂端分岔，呈現白色，披有短毛。
雄花淡黃色，花被片兩輪，6片，雌蕊退化、不明顯，雄蕊明顯且四輪，花絲具毛，花藥4室。

### 果實
果實橢圓形核果，表面無毛，未成熟時為綠色，有白色星狀斑，成熟後轉為紫黑色。果實基部具杯斗，外型圓錐狀，薄質，如雞尾酒杯。　

## 生態
分佈在全臺1000m以下低中海拔的闊葉林中，多生長在乾燥的向陽山坡地。在夏轉秋9-10月時開花，冬至春為果期。
哺乳類、山鳥等野生動物會取食小梗木薑子的果實。

## 民生用途
小梗木薑子的木材質地緻密、堅韌，多作為小型器具用材、器具柄，或供作薪材。

## 扩展阅读
- 維基物種上的相關：黃肉樹